# MKX
MKX (англ. Mohawk homeobox) – білок, який кодується однойменним геном, розташованим у людей на короткому плечі 10-ї хромосоми. Довжина поліпептидного ланцюга білка становить 352 амінокислот, а молекулярна маса — 39 331.
| 10         |  | 20         |  | 30         |  | 40         |  | 50         |
| ---------- |  | ---------- |  | ---------- |  | ---------- |  | ---------- |
| MNTIVFNKLS |  | GAVLFEDGGA |  | SERERGGRPY |  | SGVLDSPHAR |  | PEVGIPDGPP |
| LKDNLGLRHR |  | RTGARQNGGK |  | VRHKRQALQD |  | MARPLKQWLY |  | KHRDNPYPTK |
| TEKILLALGS |  | QMTLVQVSNW |  | FANARRRLKN |  | TVRQPDLSWA |  | LRIKLYNKYV |
| QGNAERLSVS |  | SDDSCSEDGE |  | NPPRTHMNEG |  | GYNTPVHHPV |  | IKSENSVIKA |
| GVRPESRASE |  | DYVAPPKYKS |  | SLLNRYLNDS |  | LRHVMATNTT |  | MMGKTRQRNH |
| SGSFSSNEFE |  | EELVSPSSSE |  | TEGNFVYRTD |  | TLENGSNKGE |  | SAANRKGPSK |
| DDTYWKEINA |  | AMALTNLAQG |  | KDKLQGTTSC |  | IIQKSSHIAE |  | VKTVKVPLVQ |
| QF         |  |            |  |            |  |            |  |            |

A: Аланін

C: Цистеїн

D: Аспарагінова кислота

E: Глутамінова кислота

F: Фенілаланін

G: Гліцин

H: Гістидин

I: Ізолейцин

K: Лізин

L: Лейцин

M: Метіонін

N: Аспарагін

P: Пролін

Q: Глутамін

R: Аргінін

S: Серин

T: Треонін

V: Валін

W: Триптофан

Кодований геном білок за функцією належить до білків розвитку. 
Білок має сайт для зв'язування з ДНК. 
Локалізований у ядрі.